# Uranotaenia gerdae
Uranotaenia gerdae är en tvåvingeart som beskrevs av Slooff 1963. Uranotaenia gerdae ingår i släktet Uranotaenia och familjen stickmyggor. Inga underarter finns listade i Catalogue of Life.